# キング・ハーリド国際空港
キング・ハーリド国際空港（キング・ハーリドこくさいくうこう、アラビア語: مطار الملك خالد الدولي、英語: King Khalid International Airport）は、サウジアラビアの首都リヤドにある国際空港。

## 概要
サウジアラビアの第四代国王、ハーリド・ビン・アブドゥルアズィーズにちなんで名付けられた。設計はアメリカのヘルムース・オバタ・カッサバウム（HOK）が担当。5つのターミナルとモスク、政府関係者、国賓、サウジアラビア王室が使用するロイヤルターミナルがある。
2025年にジッダを拠点とするサウディアに次ぐ第2の国営航空会社のリヤド・エアが当空港を拠点として就航を予定している。

## 歴史
- 1983年 - 開港。開港時は面積（225km²）では世界一。
- 2017年11月4日 - イエメンの反政府武装組織フーシが、空港へ向けて弾道ミサイルを発射したとの声明を発表。後にサウジアラビア政府は、ミサイルを撃墜したと発表している[3]。
- 2024年12月1日 - リヤド・メトロのイエローラインが開通した[4]。

## 施設

### ターミナル
5つの旅客ターミナルがあり、4つは1983年に空港が運営を開始時に建設され、ターミナル5は2016年にオープンした。
- ターミナル1、2、3、4は国際線、5は国内線で使用。

- ターミナル4は、サウディアが国際線で使用。

- ターミナル5は、2016年にオープンしたターミナルで、サウディア、フライナス、フライアディール（英語版）が国内線に使用。

ターミナル1から4は、3 つの連結ビルによって相互に接続されており、各ターミナルは三角形の建物で、基本面積は47,500平方メートル 。
ターミナル5は106,500平方メートルの長方形の建物で、16機のナローボディ機または8機のワイドボディ機を収容できる。年間1,200万人の乗客を処理できる。

### 拡張計画
新たに建設が計画されているキング・サルマン国際空港は、2030年までに既存の空港を大規模拡張し、面積は57km2に拡大され、3つから4つの大型旅客ターミナル、6本の滑走路が整備される予定。2030年以降は年間1億2000万人、2050年までには年間1億8500万人の乗客を処理できるようになる。この拡張により同空港は世界最大級の空港の1つとなる。

## 航空会社と就航地
| 航空会社                         | 就航地 | ターミナル            |
| -------------------------------- | --- | --------------------- |
| サウディア                       | 【国内線】:ジッダ、ハーイル、アブハー、ジーザーン、ダンマーム、メディナ、タブーク、ターイフ、ビシャ、サカーカ、アラル 【国際線】:ドバイ、アンマン、ドーハ、マニラ、クアラルンプール、広州、マレ、コーリコード(2025年10月27日より運航再開予定)、アンタルヤ、ロンドン/ヒースロー、ローマ、ニース、チューリッヒ、モスクワ/シェレメーチエヴォ(2025年10月7日より運航開始予定)、カイロ、シャルム・エル・シェイク | 国内線はT5 国際線はT4 |
| フライアディール                 | 【国内線】:ジッダ、アブハー、メディナ、ナジュラーン、タブーク 【国際線】:アンマン、カイロ、ドバイ、トビリシ、イスラマバード(2025年8月24日より運航開始予定)、シアールコート(2025年8月26日より運航開始予定) | 国内線はT5 国際線はT4 |
| フライナス                       | 【国内線】:ジッダ、ジーザーン、アブハー、ナジュラーン、メディナ 【国際線】:ドバイ、イスタンブール/SAW、トラブゾン、モスクワ/ヴヌーコヴォ(2025年8月1日より運航開始予定)、カイロ、ナイロビ(2025年10月2日より運航開始予定) | 国内線はT5 国際線はT1 |
| エジプト航空                     | カイロ | T3                    |
| エアカイロ                       | |                       |
| ネスマ航空                       | |                       |
| ナイル航空                       | |                       |
| エア・アラビア・エジプト         | カイロ |                       |
| エチオピア航空                   | |                       |
| バドル航空                       | ポートスーダン |                       |
| エミレーツ航空                   | ドバイ |                       |
| エティハド航空                   | アブダビ | T3                    |
| フライドバイ                     | |                       |
| エア・アラビア                   | |                       |
| ターキッシュ・エアラインズ       | |                       |
| ペガサス航空                     | |                       |
| AJet                             | |                       |
| ガルフ・エア                     | マナーマ |                       |
| ロイヤル・ヨルダン航空           | アンマン |                       |
| カタール航空                     | ドーハ | T3                    |
| ミドル・イースト航空             | |                       |
| ジャジーラ航空                   | クウェートシティ |                       |
| クウェート航空                   | クウェートシティ |                       |
| オマーン航空                     | |                       |
| サラムエア                       | |                       |
| USバングラ航空                   | ダッカ |                       |
| フィリピン航空                   | マニラ |                       |
| 中国東方航空                     | 上海/浦東 |                       |
| 中国国際航空                     | |                       |
| 中国南方航空                     | 広州(2025年9月2日より運航開始予定)、深圳 |                       |
| ルフトハンザ航空                 | フランクフルト、ミュンヘン(2025年10月26日より運航再開予定)、ダンマーム |                       |
| ブリティッシュエアウェイズ       | ロンドン/LHR |                       |
| ヴァージン・アトランティック航空 | ロンドン/LHR |                       |
| KLMオランダ航空                  | アムステルダム、ダンマーム | T1                    |
| キャセイパシフィック航空         | |                       |
| エア・インディア・エクスプレス   | コーリコード | T3                    |
| スリランカ航空                   | コロンボ | T3                    |
| ITAエアウェイズ                  | |                       |
| パキスタン国際航空               | |                       |
| フライジンナー                   | イスラマバード | T3                    |
| エアシアル                       | イスラマバード | T3                    |
| エアブルー                       | |                       |
| アゼルバイジャン航空             | |                       |

## アクセス
地下鉄、タクシー、Uber、レンタカー、ホテルへのシャトルバスなどが利用できる。またVELTRAが宿泊先への送迎サービスも実施しており、事前申し込みをすると、航空機の到着時間に合わせて、英語が話せるドライバーが到着ロビーへ待機してくれる。また、キングアブドゥルアジーズ競馬場の最寄り空港でもあり、2020年より毎年2月下旬のサウジカップデー開催期間に合わせ、関係者が本空港を利用する。当空港からはタクシー利用で約20分。

## ギャラリー

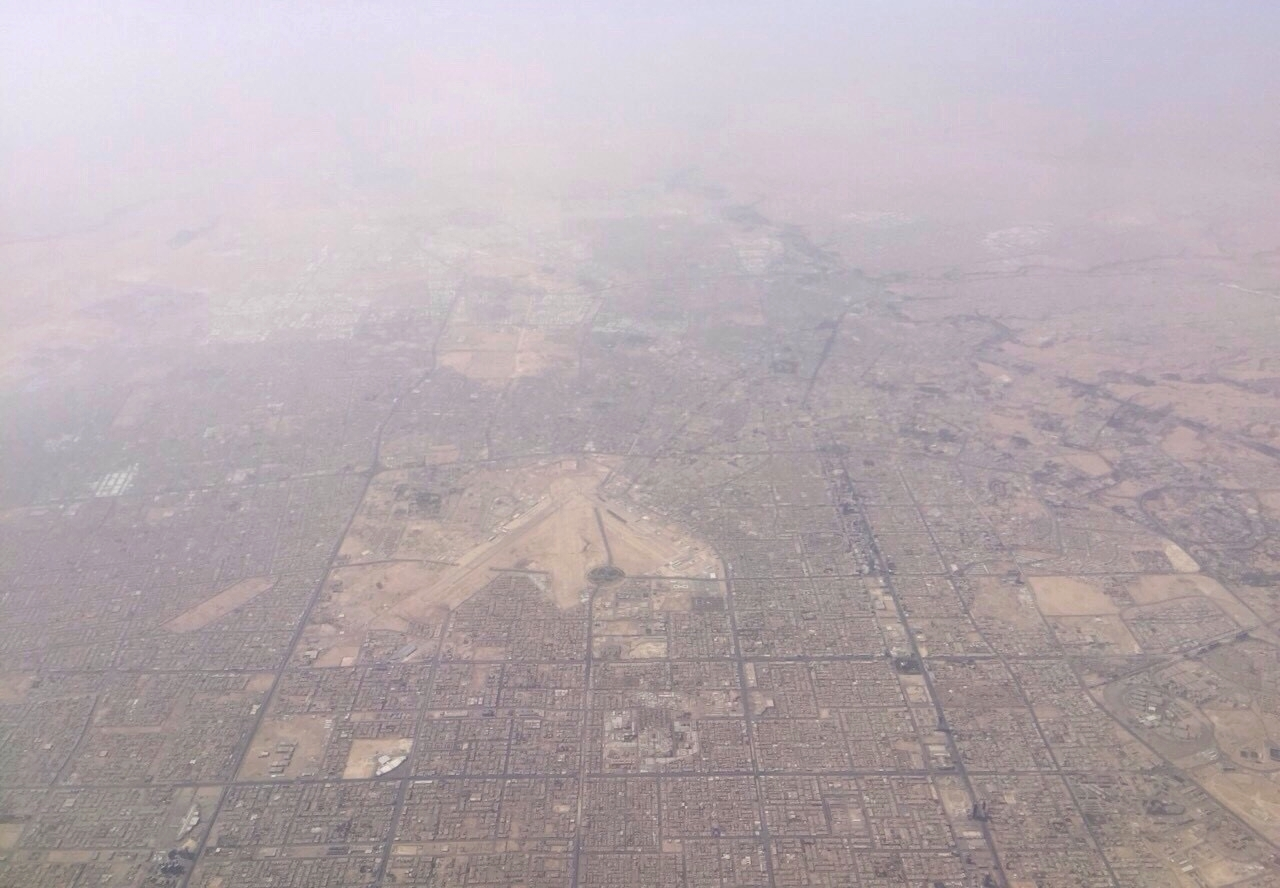
リヤド上空から望むキング・ハリード国際空港
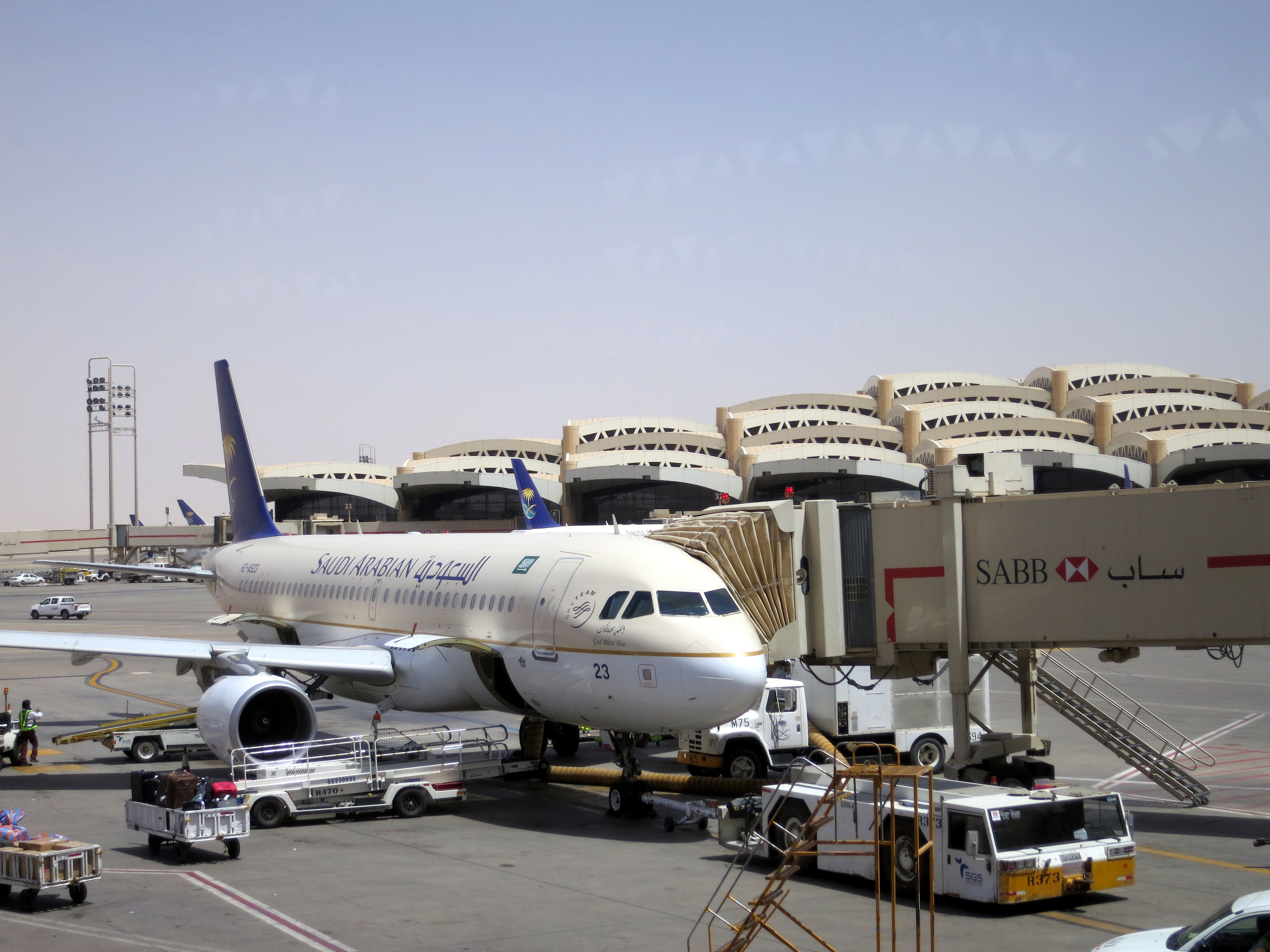
搭乗ゲート